# Mata Amritananda Mayi

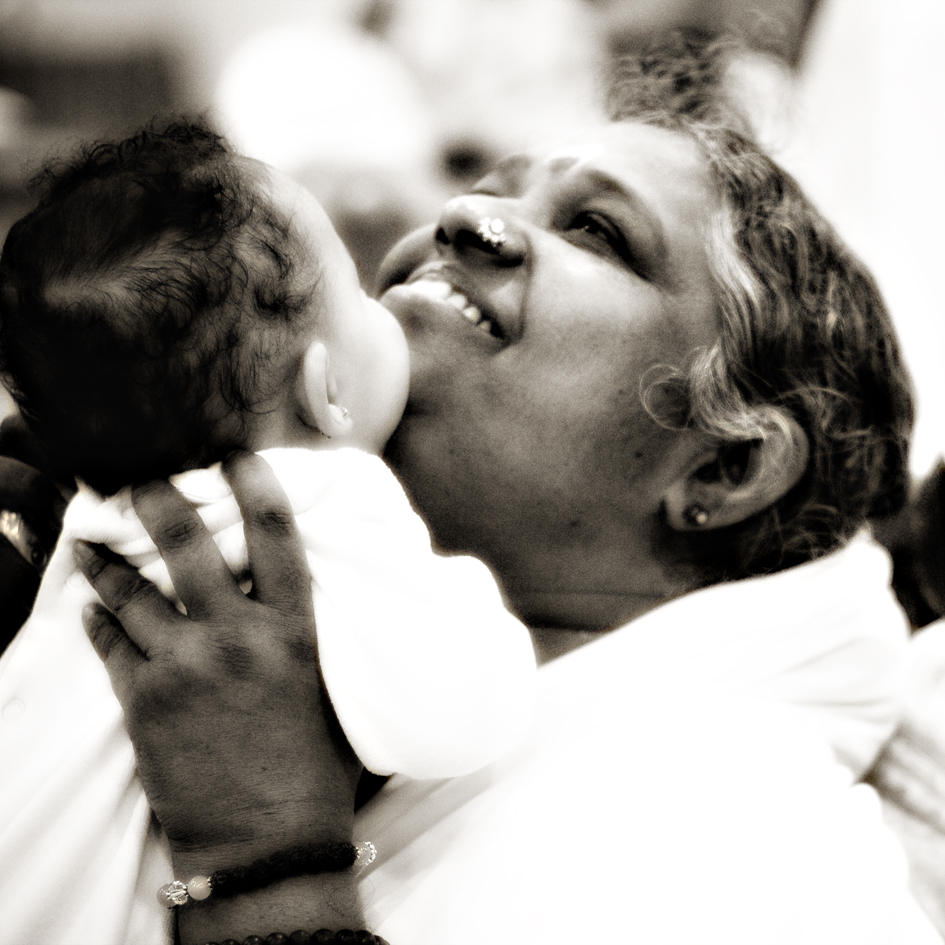
Amma

Mata Amritananda Mayi Devi, (Amritapuri (Kerala, India), 27 september 1953), is een Indiaas spiritueel leider.
Ze wordt door haar volgelingen als een Mahatma gezien, wat in Sanskriet “verheven ziel” betekent. Ook wordt zij wel Amma genoemd, wat ‘moeder’ betekent. Iedereen die bij haar komt krijgt een korte omhelzing, soms meer dan 10.000 mensen gedurende een sessie. Deze sessies vinden over de gehele wereld plaats. Amma zit dan vaak meer dan 16 uur achtereenvolgens om mensen te omhelzen en advies te geven over zowel aardse als spirituele zaken. Ze begon al mensen te omhelzen toen ze net 20 was en sindsdien is het haar manier om haar liefde te tonen voor alles wat leeft.
In India is ze vooral bekend om haar sociale acties, zoals het bouwen van 100.000 woningen voor weduwen, ongehuwde moeders en armen.